# 沃尔斯特罗夫
沃尔斯特罗夫（法語：Volstroff，法語發音：[vɔlstʁɔf]；洛林法兰克语：Wolschdrëf）是法国摩泽尔省的一个市镇，位于该省北部，属于蒂永维尔区。

## 地理
沃尔斯特罗夫（49°18'41"N, 6°15'33"E）面积12.22 平方千米，位于法国大東部大區摩泽尔省，该省份为法国东北部内陆省份，是洛林的一部分，西南接默尔特-摩泽尔省，东临下莱茵省，北与卢森堡和德国接壤。
与沃尔斯特罗夫接壤的市镇（或旧市镇、城区）包括：盖南日、贝尔特朗日、吕唐日、梅策雷什、梅采维斯、吕朗日莱蒂永维尔、斯蒂康日。

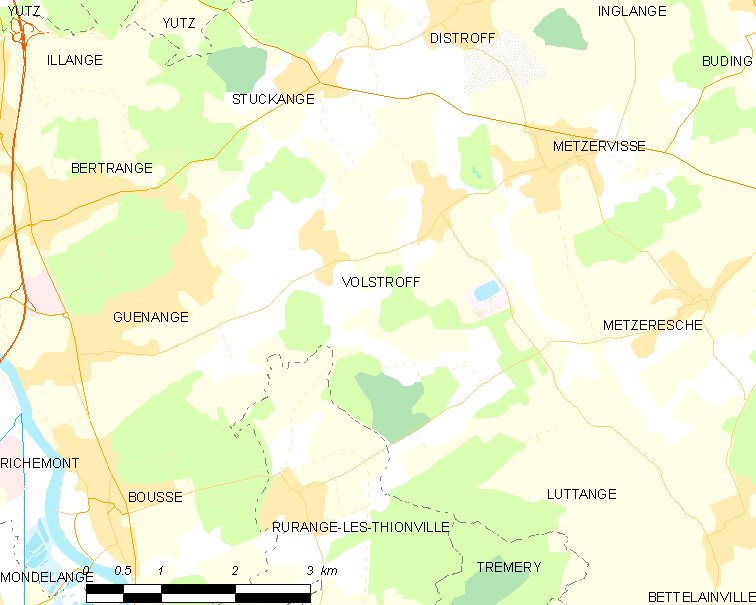
沃尔斯特罗夫的OSM定位图

沃尔斯特罗夫的时区为UTC+01:00、UTC+02:00（夏令时）。

## 行政
沃尔斯特罗夫的邮政编码为57940，INSEE市镇编码为57733。

## 政治
沃尔斯特罗夫所属的省级选区为梅采维斯县。

## 人口

1962-2008年间沃尔斯特罗夫人口变化图示

沃尔斯特罗夫于2022年1月1日时的人口数量为2074人。